# Eupithecia chesiata
Eupithecia chesiata là một loài bướm đêm trong họ Geometridae.